# Штединги
Штединги (нем. Stedinger, дословно — «жители прибрежья»; от др.-сакс. stat-Gestade — «прибрежье») — население региона Штединген западнее Бремена.
По всей вероятности, штединги — смешанное из саксонских и фризских элементов население из свободных крестьян, обитавшее в болотистой местности на левом берегу Везера по Охтуму и Хунте на территории Ольденбурга и на противоположном правом берегу Везера до Дрепта и Люны в будущей прусской провинции Ганновер. Область принадлежала к княжеству-архиепископству Бременскому, а графы Ольденбургские управляли некоторой частью её в качестве вице-графов.
Штединги подражали примеру соседних независимых фризов: около 1200 и 1204 годов ими были взяты и разорены замки помещиков. В 1207 году во время вспыхнувшей борьбы за архиепископскую кафедру Бремена штединги, несмотря на отлучение со стороны папы, держали сторону претендента Вальдемара. Лишь в 1216 году они перешли на сторону противника Вальдемара, архиепископа Герхарда I (умер в 1219 году), который и восторжествовал с их помощью. Эти военные подвиги подняли самомнение штедингов; они стали задерживать платеж налогов, не обращая внимания на требования. Архиепископ Герхард II (1219—1258) решился употребить против них силу, но войско его было разбито (в 1229 году) и брат его, Герман Липпе, убит в сражении.
Герхард II на соборе в Бремене 17 марта 1230 года предал штедингов отлучению как еретиков и по его ходатайству папа Григорий IX поручил епископам Любека, Ратцебурга и Миндена проповедовать крестовый поход против штедингов. Последние зимой в 1232—1233 годах отбросили войско крестоносцев и стали даже угрожать городам Ольденбургу и Бремену. В продолжение следующего крестового похода 26 (29) июня 1233 года Ост-Штедингия была покорена, а пленные сожжены как еретики. Когда крестоносцы осенью 1233 года напали на Вест-Штедингию, они потерпели поражение, причём пал и их предводитель, граф Бурхард фон Ольденбург-Вильдесхаузен. Между тем повторные папские буллы и проповеди монахов успели разжечь религиозный фанатизм во всей округе.
Войско крестоносцев, собравшись в Бремене, перешло в 1234 году по понтонному мосту через Охтум и при Альтенеше встретилось с главными силами Вест-Штедингии. После отчаянного боя, в котором пал граф Генрих III фон Ольденбург-Вильдесхаузен, штединги были побеждены и частично истреблены, частично превращены в зависимых крестьян; лишь немногим удалось бежать в землю фризов. Область их была затем населена пришлыми колонистами и удерживалась в повиновении вновь построенными замками, особенно замком Дельменхорст. На поле битвы при Альтенеше был воздвигнут на месте полуразвалившейся часовни памятник «Stedingsehre».